# Belews Creek (Carolina del Norte)
Belews Creek es una pequeña área no incorporada ubicada del condado de Forsyth  en el estado estadounidense de Carolina del Norte.  Alrededor del 2.60% de la población estaba bajo el umbral de pobreza nacional.